# 카파 (기업)
카파(영어: kappa)는 이탈리아의 피에몬테 주 토리노에 본사를 둔 의류 회사이자 관련 브랜드이다. 각종 스포츠 용품을 판매하고 있다.

## 스폰서

### 축구

#### 국가대표팀
- 가봉
- 튀니지
- 피지

#### 클럽
UEFA
| - SSC 나폴리 - 토리노 FC - US 사수올로 칼초 - 엠폴리 FC - AS 로마 (1983 ~ 1986 / 2000 ~ 2003 / 2007 ~ 2013) | - VfL 볼프스부르크 - 보루시아 도르트문트 (2009 ~ 2012) - 보루시아 묀헨글라트바흐 - FC 바르셀로나 (1982 ~ 1998) - 스포르팅 히혼 | - 앙제 SCO - SC 바스티아 - 애스턴 빌라 FC - 헐 시티 AFC |  |

AFC
| - 대구 FC (2003) - 부산 아이파크 (2004) - 포항 스틸러스 (2006 ~ 2012) - 대전 하나 시티즌 (2013) - 부천 FC 1995 (2021) - 안산 그리너스 FC (2021) |

### 야구

#### 클럽
KBO
| - 롯데 자이언츠 |

### 농구

#### 클럽
KBL
| - 전주 KCC 이지스 |

### 풋살

#### 클럽
KFA
| - 부산 카파 FC |